# Bryan Cranston
Bryan Lee Cranston (San Fernando, 7 maart 1956) is een Amerikaans acteur, stemacteur, scenarioschrijver en filmregisseur. Hij won in 2014 een Golden Globe en in 2008, 2009, 2010 en 2014 een Primetime Emmy Award voor zijn hoofdrol als Walter White in de misdaadserie Breaking Bad. Daarnaast werden hem meer dan tien andere prijzen toegekend en werd hij voor meer dan veertig andere genomineerd. Cranstons omvangrijkste rol is die in de komedieserie Malcolm in the Middle, waarin hij meer dan 150 afleveringen Hal speelde.

## Jeugdjaren
Cranston werd geboren in Canoga Park, Californië, als zoon van Peggy Sell, een radiopresentatrice, en Joseph L. "Joe" Cranston, een acteur en filmproducent. Cranston groeide een deel van zijn leven op bij zijn grootouders, die oorspronkelijk uit Duitsland en Ierland komen. Cranston groeide vervolgens op in de Los Angeles-regio, ging naar Canoga Park High School en behaalde zijn associate degree in politiewetenschappen aan Los Angeles Valley College.

## Carrièreverloop

### 1982–1999
Cranston begon zijn acteercarrière na een opstart in lokale en regionale theaters. Daarvoor werkte hij al als jeugdacteur, maar zijn ouders hadden hun twijfels hierover en besloten om het acteerwerk nog een aantal jaren uit te stellen. Vanaf de late jaren 80 werkte Cranston als acteur, startende met kleine bijrollen en commercials, waaronder voor Lays, Honda Accord en Coffee-Mate. Ook werkte hij als stemacteur voor Japanse animeseries, die hij in het Engels vertolkte, onder de artiestennaam "Lee Stone".
Cranston was tevens een castlid van de televisieserie Loving, waarin hij de rol van Douglas Donovan speelde, tussen 1983 en 1985. Ook speelde hij in de kortlopende televisiereeks Raising Miranda, in 1988. Andere grote rollen had Cranston als Buzz Aldrin, in de HBO-serie From the Earth to the Moon, evenals rollen in That Thing You Do! en Saving Private Ryan.
Vanaf 1994 had Cranston een terugkerende rol in Seinfeld, als tandarts Tim Whatley. In 1999 speelde hij tevens in de komische televisieserie The King of Queens, en regisseerde hij de film Last Chance (1999).

### 2000 – heden

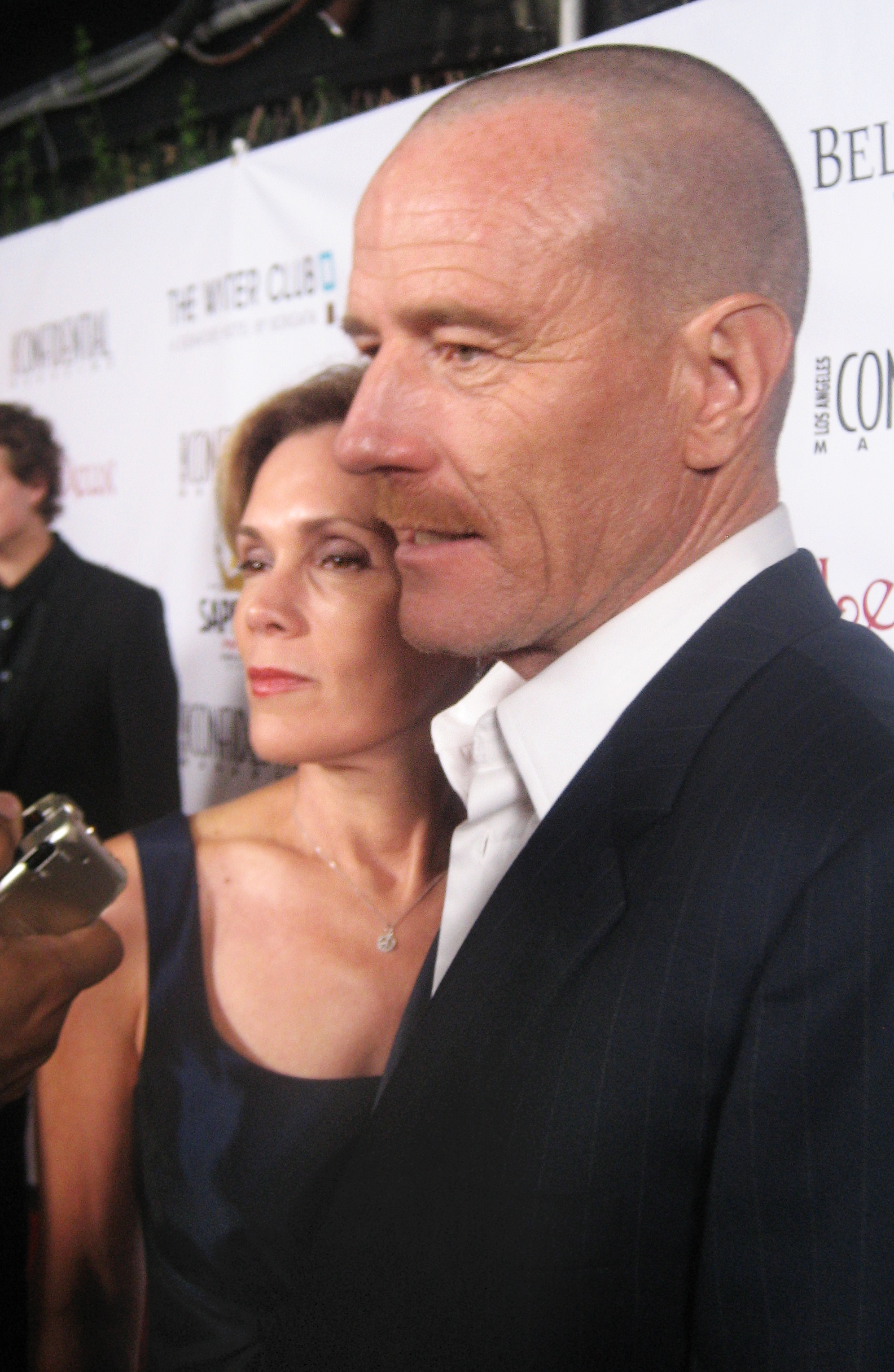
Cranston met zijn vrouw Robin Dearden, september 2008

Vanaf 2000 kreeg Cranston een hoofdrol in de televisieserie Malcolm in the Middle. Voor zijn optreden ontving hij drie Emmy-nominaties, en hij regisseerde zelf een aantal afleveringen. In de daaropvolgende jaren had Cranston rollen in films als Little Miss Sunshine, Illusion en Terror Tract.
Sinds 2008 speelt Cranston de hoofdrol in de AMC-televisieserie Breaking Bad, als Walter White. Dit personage is scheikundeleraar. Op het moment dat zijn vrouw zwanger is van hun tweede kind, stort Walters wereld in. De dokter heeft namelijk vastgesteld dat hij terminaal ziek is. Walter heeft longkanker en lijkt niet lang meer te zullen leven. Om er voor te zorgen dat zijn gezin na zijn dood niet in een financiële crisis belandt, besluit Walter over te schakelen naar een leven als misdadiger. Met de hulp van Jesse, een uitgevallen leerling die in zijn klas heeft gezeten, maakt en verkoopt hij de drug methamfetamine. Cranston won een Emmy-award voor de eerste drie seizoenen van de show. Vanaf het vierde seizoen is Cranston producent van de serie, en was hij opnieuw Emmy-genomineerd.
Vanaf 2010 heeft Cranston voornamelijk, naast zijn hoofdproject Breaking Bad, ondersteunende rollen, waaronder in de dramafilm The Lincoln Lawyer, en bijrollen in succesvolle thrillers zoals Drive, Contagion, John Carter, Madagascar 3 en Rock of Ages. Hij speelde tevens een hoofdrol in de film Argo. In 2013 kreeg hij voor zijn televisiewerk een ster op de Hollywood Walk of Fame.
In de zomer van 2022 keerde Cranston weer even terug als Walter White. Hij verscheen in de laatste 3 afleveringen van seizoen 6 van Better Call Saul.

## Persoonlijk
Cranston is getrouwd met Robin Dearden, die hij ontmoette op de set van de televisieserie Airwolf (1984). Cranston speelde de slechterik, die haar gegijzeld hield. Ze hebben samen één dochter. Cranston was eerder getrouwd met de schrijfster Mickey Middleton.
Cranston speelde honkbal in zijn schooljaren. Hij is fan van de Los Angeles Dodgers. Cranston is mede-eigenaar van het onafhankelijke theater Cinemas Palme d'Or in Palm Desert. Hij is een sterke aanhanger van homorechten en het homohuwelijk.

## Filmografie

### Televisie
| Jaar      | Titel                                                         | Rol                                       | Opmerkingen |
| --------- | ------------------------------------------------------------- | ----------------------------------------- | --- |
| 1982      | CHiPs                                                         | Billy Joe                                 | Aflevering 6.9: Return to Death's Door |
| 1983–1985 | Loving                                                        | Douglas "Doug" Donovan                    | |
| 1985      | Cover Up                                                      | Frank Lawler Tommy Maynard                | Aflevering 1.17: Who's Trying to Kill Miss Globe? |
| 1985      | One Life to Live                                              | Dean Stella                               | |
| 1986      | Airwolf                                                       | Robert Hollis                             | Aflevering 3.17: Desperate Monday |
| 1986      | North and South: Book II                                      | Kolonel Austin                            | Aflevering 1.6 |
| 1986      | Murder, She Wrote                                             | Brian East                                | Aflevering 2.20: Menace, Anyone? |
| 1987      | Hill Street Blues                                             | Raadsman/adviseur                         | Aflevering 7.21: A Pound of Flesh |
| 1987      | The Return of the Six-Million-Dollar Man and the Bionic Woman | Dr. Shepherd                              | |
| 1987      | Matlock                                                       | Brian Emerson                             | Aflevering 2.11: The Gift |
| 1988      | Raising Miranda                                               | Oom Russell                               | 9 afleveringen |
| 1989      | Falcon Crest                                                  | Martin Randall                            | Aflevering 8.18: Enquiring Minds |
| 1989      | I Know My First Name Is Steven                                | Agent Dickenson                           | |
| 1989      | Baywatch                                                      | Tom Logan                                 | Aflevering 1.8: Cruise Ship |
| 1990      | Hull High                                                     | Mr. McConnell                             | Aflevering 1.8 |
| 1990      | Jake and the Fatman                                           | Lyle Wicks, Miller                        | Aflevering 4.3: Exactly Like You |
| 1990      | Murder, She Wrote                                             | Jerry Wilber                              | Aflevering 6.12: Good-Bye Charlie |
| 1991      | The Flash                                                     | Philip "Mark" Moses                       | Aflevering 1.13: Be My Baby |
| 1991      | Dead Silence                                                  | Professor Harris                          | |
| 1991      | Matlock                                                       | Dr. Harding Fletcher                      | Aflevering 6.4: The Marriage Counselor |
| 1992      | L.A. Law                                                      | Unknown                                   | Aflevering 6.11: All About Sleaze |
| 1993      | Moldiver                                                      | Technicus                                 | Engelstalige dub van Japanse versie |
| 1993      | The Disappearance of Nora                                     | Onbekend                                  | |
| 1993      | Prophet of Evil: The Ervil LeBaron Story                      | Onbekend                                  | |
| 1993      | Mighty Morphin Power Rangers                                  | Snizard                                   | Stemrol Aflevering 1.14: Foul Play in the Sky |
| 1993      | Mighty Morphin Power Rangers                                  | Twinman                                   | Stemrol Aflevering 1.38: A Bad Reflection on You |
| 1993      | Super Dimension Century Orguss 02                             | Keizerlijke functionaris                  | Engelstalige dub van Japanse versie |
| 1994      | Armitage III                                                  | Eddie Borrows                             | Engelstalige dub van Japanse versie |
| 1994      | Men Who Hate Women & the Women Who Love Them                  | David                                     | |
| 1994      | Days Like This                                                | Benny                                     | |
| 1994      | Tekkaman Blade                                                | Sgt. Miles O'Rourke                       | Engelstalige dub van Japanse versie |
| 1994      | Viper                                                         | Garrett Berlin                            | Aflevering 1.9: Wheels of Fire |
| 1994      | Walker, Texas Ranger                                          | Hank                                      | Aflevering 2.18: Deadly Vision |
| 1994–1997 | Seinfeld                                                      | Dr. Tim Whatley                           | Aflevering 6.8: The Mom & Pop Store Aflevering 6.12: The Label Maker Aflevering 6.19: The Jimmy Aflevering 8.19: The Yada Yada Aflevering 9.10: The Strike |
| 1995      | Extreme Blue                                                  | Ned Landry                                | |
| 1995      | Kissing Miranda                                               | Geheim agent Falsey                       | |
| 1995      | Touched by an Angel                                           | Dr. Tom Bryant                            | Aflevering 1.11: The Hero |
| 1995      | Brotherly Love                                                | Russell Winslow                           | Aflevering 1.2: Such a Bargain |
| 1995      | Land's End                                                    | Matt McCulla                              | Aflevering 1.1 en 1.2: Land's End (twee delen) |
| 1995      | Nowhere Man                                                   | Sheriff Norman Wade                       | Episode 1.8: The Alpha Spike |
| 1996      | Eagle Riders                                                  | Joe Thax                                  | Dub of Japanese series |
| 1996      | The Louie Show                                                | Curt Sincic                               | Aflevering 1.1: Take Two Donuts and Call Me in the Morning                                                                                                 |
| 1996      | The Rockford Files: Punishment and Crime                      | Patrick Dougherty                         | |
| 1996      | Murder, She Wrote                                             | Parker Foreman                            | Aflevering 12.17: Something Foul in Flappieville |
| 1996      | Diagnosis: Murder                                             | Walter Mason                              | Aflevering 3.10: Living on the Streets Can Be Murder |
| 1997      | Moloney                                                       | Unknown                                   | Aflevering 1.12: Clarity Begins at Home |
| 1997      | Babylon 5                                                     | Ericsson                                  | Aflevering 4.5: The Long Night |
| 1997      | Dogs                                                          | Onbekend                                  | Pilotaflevering |
| 1997      | Goode Behavior                                                | Platenbaas                                | Aflevering 1.20: Goode Music |
| 1997      | Sabrina the Teenage Witch                                     | Advocaat                                  | Aflevering 1.24: Troll Bride |
| 1997      | Pearl                                                         | Isaac Perlow                              | Aflevering 1.21: My So-Called Real Life |
| 1997      | Total Security                                                | Jason Nichols                             | Aflevering 1.10: Wet Side Story |
| 1997      | Alright Already                                               | Robert                                    | Aflevering 1.3: Again with the Pilot |
| 1998      | Diagnosis: Murder                                             | Martin Rutgers                            | Aflevering 6.5: "Blood Will Out" |
| 1998      | Brooklyn South                                                | IAB Lt. Gordon Denton                     | Aflevering 1.11: Gay Avec and 1.15: Fisticuffs |
| 1998      | From the Earth to the Moon                                    | Buzz Aldrin                               | |
| 1998      | V.I.P.                                                        | Colt Arrow                                | Aflevering 1.1: Beats Working at a Hot Dog Stand |
| 1998      | The X-Files                                                   | Patrick Crump                             | Aflevering 6.2: Drive |
| 1998      | Chicago Hope                                                  | Jezus                                     | Aflevering 5.9: Tantric Turkey |
| 1998      | Working                                                       | Larry Prince                              | Aflevering 2.8: The Consultant |
| 1998      | Honey, I Shrunk the Kids: The TV Show                         | Ronald "Cheesy" Meezy                     | Aflevering 2.11: Honey, I'm the Sorcerer's Apprentice |
| 1999      | 3rd Rock from the Sun                                         | Neil Diamond-impersonator                 | Aflevering 4.14: Paranoid Dick |
| 1999      | The Pretender                                                 | Neil Roberts                              | Aflevering 3.16: PTB |
| 1999–2001 | The King of Queens                                            | Tim                                       | 4 afleveringen |
| 2000–2001 | Clerks: The Animated Series                                   | Stemrollen                                | 3 afleveringen |
| 2000–2006 | Malcolm in the Middle                                         | Hal                                       | 151 afleveringen, 7 afleveringen geregisseerd |
| 2001      | 'Twas the Night                                               | Nick Wrigley                              | |
| 2001      | The Santa Claus Brothers                                      | De kerstman                               | |
| 2003      | National Lampoon's Thanksgiving Family Reunion                | Woodrow Snider                            | |
| 2003      | Lilo & Stitch: The Series                                     | Mr. Jameson                               | Aflevering 1.25: Nosy: Experiment #199 |
| 2005      | American Dad!                                                 | Uitgever                                  | Aflevering 1.15: Star Trek |
| 2006      | Special Unit                                                  |                                           | Regie |
| 2006      | Big Day                                                       |                                           | Regisseur aflevering 1.5: Stolen Vows |
| 2006      | Family Guy                                                    | Zichzelf, Hal (van Malcolm in the Middle) | Aflevering 4.21: I Take Thee Quagmire |
| 2006–2013 | How I Met Your Mother                                         | Hammond Druthers                          | Aflevering 2.6: Aldrin Justice , 2.13: Columns en 9.9: Platonish                                                                                           |
| 2007      | Fallen                                                        | Lucifer                                   | |
| 2008–2013 | Breaking Bad                                                  | Walter White                              | Regisseur afleveringen 2.1: Seven Thirty-Seven en 3.1: No Mas                                                                                              |
| 2010      | Saturday Night Live                                           | Gastpresentator                           | |
| 2011      | Robot Chicken                                                 | Stemrollen                                | 3 afleveringen |
| 2012      | The Cleveland Show                                            | Graham Kensington                         | Aflevering 3.11: Brown Magic |
| 2012      | Archer                                                        | Commander Drake                           | Aflevering : Space Race |
| 2012      | Modern Family                                                 |                                           | Regisseur aflevering Election Day |
| 2012      | The Simpsons                                                  | Stradivarius Cain                         | Aflevering 23.20: The Spy Who Learned Me |
| 2017      | Curb Your Enthusiasm                                          | Dr. Templeton                             | 1 aflevering |
| 2020      | Your Honor                                                    | Michael Desiato                           | 10 afleveringen |
| 2022      | Better Call Saul                                              | Walter White                              | 2 afleveringen |

### Film
| Jaar | Titel                                          | Rol                     | Opmerkingen                                          |
| ---- | ---------------------------------------------- | ----------------------- | ---------------------------------------------------- |
| 1987 | Royal Space Force: The Wings of Honnêamise     | Matti Tohn              | Engelse dub van Japanse film                         |
| 1987 | Amazon Women on the Moon                       | Ambulancebroeder        |                                                      |
| 1987 | Ramayana: The Legend of Prince Rama            | Ram                     | Engelse dub van Japanse film                         |
| 1988 | The Big Turnaround                             | Onbekend                |                                                      |
| 1990 | Corporate Affairs                              | Darren                  |                                                      |
| 1991 | Dead Space                                     | Darden                  |                                                      |
| 1994 | Erotique                                       | Dr. Robert Stern        |                                                      |
| 1994 | Clean Slate                                    | Clublid                 |                                                      |
| 1994 | Macross Plus                                   | Isamu Alva Dyson        | Engelse dub van Japanse film Genoemd als "Lee Stone" |
| 1994 | The Companion                                  | Alan                    |                                                      |
| 1996 | Time Under Fire                                | Braddock                |                                                      |
| 1996 | That Thing You Do!                             | Virgil "Gus" Grissom    |                                                      |
| 1996 | Street Corner Justice                          | Father Brophy           |                                                      |
| 1997 | Strategic Command                              | Phil Hertzberg          |                                                      |
| 1997 | Armitage III: Poly-Matrix                      | Eddie Borrows           | Engelse dub van Japanse film                         |
| 1998 | Saving Private Ryan                            | Kolonel                 |                                                      |
| 1999 | Last Chance                                    | Lance                   | Schrijver, producent en regisseur                    |
| 2000 | The Big Thing                                  | Roberto Montalban       |                                                      |
| 2000 | Terror Tract                                   | Ron Gatley              |                                                      |
| 2004 | Seeing Other People                            | Peter                   |                                                      |
| 2004 | Illusion                                       | David                   |                                                      |
| 2005 | Magnificent Desolation: Walking on the Moon 3D | Buzz Aldrin             |                                                      |
| 2006 | Little Miss Sunshine                           | Stan Grossman           |                                                      |
| 2006 | Intellectual Property                          | Radiopresentator        |                                                      |
| 2007 | Hard Four                                      | Bryce Baxter            |                                                      |
| 2010 | Love Ranch                                     | James Pettis            |                                                      |
| 2011 | The Lincoln Lawyer                             | Detective Lankford      |                                                      |
| 2011 | Drive                                          | Shannon                 |                                                      |
| 2011 | Detachment                                     | Richard Dearden         |                                                      |
| 2011 | Larry Crowne                                   | Dean Tainot             |                                                      |
| 2011 | Batman: Year One                               | James Gordon            | Stemrol                                              |
| 2011 | Contagion                                      | Haggerty                |                                                      |
| 2012 | John Carter                                    | Kolonel Powell          |                                                      |
| 2012 | Red Tails                                      | Majoor William Mortamus |                                                      |
| 2012 | Madagascar 3: Europe's Most Wanted             | Vitaly                  | Stemrol                                              |
| 2012 | Rock of Ages                                   | The Mayor               |                                                      |
| 2012 | Total Recall                                   | Vilos Cohaagen          |                                                      |
| 2012 | Argo                                           | Jack O' Donnell         |                                                      |
| 2013 | Cold Comes the Night                           | Topo                    |                                                      |
| 2014 | Get a Job                                      | Roger Davis             |                                                      |
| 2014 | Godzilla                                       | Joe Brody               |                                                      |
| 2015 | Trumbo                                         | Dalton Trumbo           |                                                      |
| 2016 | The Infiltrator                                | Robert Mazur            |                                                      |
| 2016 | Wakefield                                      | Howard Wakefield        |                                                      |
| 2016 | Why Him?                                       | Ned Fleming             |                                                      |
| 2017 | Power Rangers                                  | Zordon                  |                                                      |
| 2017 | The Upside                                     | Philip Lacasse          |                                                      |
| 2018 | Isle of Dogs                                   | Chief                   | Stemrol                                              |
| 2019 | El Camino: A Breaking Bad Movie                | Walter White            |                                                      |
| 2020 | The One and Only Ivan                          |                         |                                                      |
| 2023 | Asteroid City                                  | Gastheer tv-show        |                                                      |
| 2024 | Argylle                                        | Ritter                  |                                                      |
| 2025 | The Phoenician Scheme                          | Reagan                  |                                                      |

## Prijzen en nominaties
| Jaar | Award                            | Categorie | Werk                  | Resultaat   |
| ---- | -------------------------------- | --- | --------------------- | ----------- |
| 2002 | Primetime Emmy Award             | Outstanding Supporting Actor in a Comedy Series                                                                  | Malcolm in the Middle | Genomineerd |
| 2003 | Golden Globe Award               | Best Performance by an Actor in a Supporting Role in a Series, Mini-Series or Motion Picture Made for Television | Malcolm in the Middle | Genomineerd |
| 2003 | Primetime Emmy Award             | Outstanding Supporting Actor in a Comedy Series                                                                  | Malcolm in the Middle | Genomineerd |
| 2004 | Satellite Award                  | Best Actor in a Series (Comedy or Musical)                                                                       | Malcolm in the Middle | Genomineerd |
| 2006 | Primetime Emmy Award             | Outstanding Supporting Actor in a Comedy Series                                                                  | Malcolm in the Middle | Genomineerd |
| 2008 | Primetime Emmy Award             | Outstanding Lead Actor in a Drama Series                                                                         | Breaking Bad          | Gewonnen    |
| 2008 | Satellite Award                  | Best Actor in a Series (Drama)                                                                                   | Breaking Bad          | Gewonnen    |
| 2009 | Primetime Emmy Award             | Outstanding Lead Actor in a Drama Series                                                                         | Breaking Bad          | Gewonnen    |
| 2009 | Satellite Award                  | Best Actor in a Series (Drama)                                                                                   | Breaking Bad          | Gewonnen    |
| 2009 | Saturn Award                     | Best Actor on Television                                                                                         | Breaking Bad          | Genomineerd |
| 2009 | TCA Award                        | Individual Achievement in Drama                                                                                  | Breaking Bad          | Gewonnen    |
| 2010 | Golden Globe Award               | Best Performance in a Drama Series                                                                               | Breaking Bad          | Genomineerd |
| 2010 | Primetime Emmy Award             | Outstanding Lead Actor in a Drama Series                                                                         | Breaking Bad          | Gewonnen    |
| 2010 | Satellite Award                  | Best Actor in a Series (Drama)                                                                                   | Breaking Bad          | Gewonnen    |
| 2010 | Saturn Award                     | Best Actor on Television                                                                                         | Breaking Bad          | Genomineerd |
| 2010 | Screen Actors Guild Award        | Outstanding Performance by a Male Actor in a Drama Series                                                        | Breaking Bad          | Genomineerd |
| 2010 | TCA Award                        | Individual Achievement in Drama                                                                                  | Breaking Bad          | Genomineerd |
| 2011 | Golden Globe Award               | Best Performance in a Drama Series                                                                               | Breaking Bad          | Genomineerd |
| 2011 | Satellite Award                  | Best Actor in a Series (Drama)                                                                                   | Breaking Bad          | Genomineerd |
| 2011 | Saturn Award                     | Best Actor on Television                                                                                         | Breaking Bad          | Genomineerd |
| 2012 | Critics' Choice Television Award | Best Drama Actor                                                                                                 | Breaking Bad          | Gewonnen    |
| 2012 | Primetime Emmy Award             | Outstanding Lead Actor in a Drama Series                                                                         | Breaking Bad          | Genomineerd |
| 2012 | Saturn Award                     | Best Actor on Television                                                                                         | Breaking Bad          | Gewonnen    |
| 2012 | TCA Award                        | Individual Achievement in Drama                                                                                  | Breaking Bad          | Genomineerd |
| 2014 | Primetime Emmy Award             | Outstanding Lead Actor in a Drama Series                                                                         | Breaking Bad          | Gewonnen    |